# Miguel Ángel Repetto
Miguel Angel Repetto (Luján, 17 febbraio 1929 – Luján, 10 maggio 2019) è stato un fumettista argentino noto in Italia per la sua collaborazione con la Sergio Bonelli Editore, principalmente nella serie Tex..

## Biografia
Quarto figlio di una famiglia di origine italiana, si diploma molto presto e inizia giovanissimo la carriera di insegnante, ottenendo una cattedra di disegno per coincidenza della sorte.
Appena diciassettenne vince un concorso fumettistico indetto da Ramón Columba, caricaturista ed editore, che gli offre un tirocinio retribuito della durata di cinque anni. Al termine dell'apprendistato, Repetto disegna serie western per Editorial Columba, su prestigiose riviste come El Tony, D'Artagnan e Fantasía. Segue un periodo di studio presso Alberto Breccia alla Escuela Panamericana de Arte di Buenos Aires. Dal 1959 realizza avventure di guerra e western su testi di Héctor Germán Oesterheld per la rivista Hora Cero di Editorial Frontera. In questo periodo stringe amicizia con i disegnatori Hugo Pratt e José Luis Salinas. Negli anni 60 realizza anche il fumetto di aviazione Condores criollos (1961) e i western Chris Rotmam (1965) e Frontier Bill (1962), sul quale sviluppa uno stile molto simile ad Arturo del Castillo.
All'età di ventinove anni sposa María Celina, da cui ha due figli. Poco dopo inizia gli studi in legge alla Universidad del Salvador di Buenos Aires, dove si laurea come notaio nel 1973. Durante gli studi gli viene chiesto di sostituire Arturo del Castillo sulla serie western El Cobra, di Ediciones Record. A partire dal 1976 realizzerà oltre 70 episodi della serie, abbandonando definitivamente la carriera notarile. Degli anni 70 sono anche il western Diego (1973) e il fumetto di aviazione Jet Power (1975), per cui scrive anche i testi.
A partire dagli anni 60 inizia anche una serie di collaborazioni con editori internazionali, tra cui la statunitense Charlton e le britanniche DC Thomson e Fleetway. Le sue serie per Editorial Columba e Ediciones Record vengono pubblicate dalle italiane Dami, Dardo ed Eura Editoriale. Al ritiro di Hal Foster come disegnatore di Principe Valiant, Repetto invia delle tavole di prova a King Features Syndicate. Per colpa di un rappresentante di Buenos Aires, le tavole vanno perdute e Foster affida l'incarico all'americano John Cullen Murphy. Parallelamente disegna i western Conrack (1980) e Dan Flynn (1980) per il mercato Argentino. A metà anni 80, Repetto realizza per King Features le nuove avventure di Secret Agent Corrigan (originariamente Secret Agent X-9) e l'avventura ambientalista Green Force Five (1985). Nel 1991 crea il western Mapache per Eura Editoriale, serie per cui realizza anche i testi.
Grazie alla presentazione dell'amico Hugo Pratt, nel 1993 entra nella squadra di disegnatori di Tex, serie per cui lavora negli anni successivi.
Per la Sergio Bonelli Editore disegna otto albi della serie principale, due Almanacchi del West e cinque albi della serie Maxi Tex, dal 2000 al 2019.
Muore a Luján il 10 maggio del 2019, all'età di 90 anni.

## Opere

### Sergio Bonelli Editore

#### Tex
- Claudio Nizzi (testi), Miguel Ángel Repetto (disegni); La montagna del mistero, in Almanacco del West n. 6, febbraio 1999, pp. 110.
- Antonio Segura (testi), Miguel Ángel Repetto (disegni); La collera di Tex, in Maxi Tex n. 4, ottobre 2000, pp. 217.
- Antonio Segura (testi), Miguel Ángel Repetto (disegni); Odio implacabile, in Maxi Tex n. 4, ottobre 2000, pp. 128.
- Claudio Nizzi (testi), Miguel Ángel Repetto (disegni); L'ultimo squadrone, in Almanacco del West n. 9, febbraio 2002, pp. 110.
- Claudio Nizzi (testi), Miguel Ángel Repetto (disegni); Rio Hondo, in Maxi Tex n. 6, ottobre 2002, pp. 354.
- Claudio Nizzi (testi), Miguel Ángel Repetto (disegni); Il covo del male, in Tex n. 504, ottobre 2002, pp. 110.
- Claudio Nizzi (testi), Miguel Ángel Repetto (disegni); Guerra nel deserto, in Tex n. 505, novembre 2002, pp. 110.
- Claudio Nizzi (testi), Miguel Ángel Repetto (disegni); I fratelli Donegan, in Tex n. 526, agosto 2004, pp. 110.
- Claudio Nizzi (testi), Miguel Ángel Repetto (disegni); Il segno del potere, in Tex n. 527, settembre 2004, pp. 110.
- Gianfranco Manfredi (testi), Miguel Ángel Repetto (disegni); La pista degli agguati, in Maxi Tex n. 9, ottobre 2005, pp. 290.
- Mauro Boselli (testi), Miguel Ángel Repetto (disegni); Intrigo nel Klondike, in Tex n. 544, febbraio 2006, pp. 110.
- Mauro Boselli (testi), Miguel Ángel Repetto (disegni); Fuga nel Grande Nord, in Tex n. 545, marzo 2006, pp. 110.
- Claudio Nizzi (testi), Miguel Ángel Repetto (disegni); La sentinella, in Tex n. 565, novembre 2007, pp. 110.
- Claudio Nizzi (testi), Miguel Ángel Repetto (disegni); Un soldato ritorna, in Tex n. 566, dicembre 2007, pp. 110.
- Tito Faraci (testi), Miguel Ángel Repetto (disegni); La legge di Starker, in Maxi Tex n. 16, ottobre 2012, pp. 324.
- Pasquale Ruju (testi), Miguel Ángel Repetto (disegni); Il boss di Chicago, in Maxi Tex n. 25, ottobre 2019, pp. 110.